# Geodena venata
Geodena venata är en fjärilsart som beskrevs av Louis Beethoven Prout 1915. Geodena venata ingår i släktet Geodena och familjen mätare. Inga underarter finns listade i Catalogue of Life.